# João Victor (futbolista nacido en 1998)
João Victor da Silva Marcelino (Bauru, 17 de julio de 1998), conocido como João Victor, es un futbolista brasileño que juega como defensa en el P. F. C. CSKA Moscú de la Liga Premier de Rusia.

## Trayectoria
Nacido en Bauru, Estado de São Paulo, se incorporó a la cantera del S. C. Corinthians Paulista en la temporada 2017, cedido por el Coimbra Sports. El club compró posteriormente el 55% de sus derechos económicos, firmando el jugador un contrato permanente hasta julio de 2021.
En noviembre de 2019, tras debutar con el equipo B en la Copa Paulista, fue cedido al A. A. Internacional para el Campeonato Paulista 2020. Inmediatamente se convirtió en titular en el equipo, y posteriormente se incorporó al Campeonato Brasileño de Serie A, el Atlético Goianiense, el 29 de junio de 2020, también en un contrato temporal.
Debutó en la máxima categoría el 30 de agosto de 2020, entrando como sustituto de última hora de Dudu en la derrota por 0-2 en casa contra Ceará S. C.
El 8 de julio de 2022 firmó un contrato de cinco años con el S. L. Benfica por una cantidad de 8.5 millones de euros por el 80% de su carta. Después de estar tres meses de baja por una lesión de tobillo, debutó con el club el 15 de octubre, sustituyendo a António Silva en el minuto 91 en el empate a uno ante el Caldas S. C. en la tercera ronda de la Copa de Portugal, tras una prórroga que el Benfica acabó ganando por 6-4 en la tanda de penaltis. Debido a que la lesión lo limitó a solo tener actividad en tres partidos en copa, el 25 de enero de 2023 el equipo lisboeta lo mandó cedido sin opción a compra al F. C. Nantes por el resto de la temporada.

## Estadísticas

### Clubes
Actualizado al último partido disputado el 2 de septiembre de 2023.
| Club                                | Div.          | Temporada     | Liga  | Liga  | Estatal | Estatal | Copas nacionales | Copas nacionales | Copas internacionales | Copas internacionales | Total | Total |
| Club                                | Div.          | Temporada     | Part. | Goles | Part.   | Goles   | Part.            | Goles            | Part.                 | Goles                 | Part. | Goles |
| ----------------------------------- | ------------- | ------------- | ----- | ----- | ------- | ------- | ---------------- | ---------------- | --------------------- | --------------------- | ----- | ----- |
| A. A. Internacional · Brasil        | 1.ª           | 2020          | 9     | 0     | 0       | 0       | 0                | 0                | ―                     | ―                     | 9     | 0     |
| A. A. Internacional · Brasil        | Total club    | Total club    | 9     | 0     | 0       | 0       | 0                | 0                | 0                     | 0                     | 9     | 0     |
| Atlético Goianiense · Brasil        | 1.ª           | 2020          | 27    | 0     | 1       | 0       | 5                | 0                | ―                     | ―                     | 33    | 0     |
| Atlético Goianiense · Brasil        | Total club    | Total club    | 27    | 0     | 1       | 0       | 5                | 0                | 0                     | 0                     | 33    | 0     |
| S. C. Corinthians Paulista · Brasil | 1.ª           | 2021          | 36    | 0     | 8       | 0       | 1                | 0                | 3                     | 0                     | 48    | 0     |
| S. C. Corinthians Paulista · Brasil | 1.ª           | 2022          | 7     | 0     | 13      | 0       | 2                | 0                | 6                     | 0                     | 28    | 0     |
| S. C. Corinthians Paulista · Brasil | Total club    | Total club    | 43    | 0     | 21      | 0       | 3                | 0                | 9                     | 0                     | 76    | 0     |
| S. L. Benfica Portugal              | 1.ª           | 2022-23       | 0     | 0     | ―       | ―       | 3                | 0                | 0                     | 0                     | 3     | 0     |
| F. C. Nantes Francia                | 1.ª           | 2022-23       | 13    | 0     | ―       | ―       | 3                | 0                | ―                     | ―                     | 16    | 0     |
| F. C. Nantes Francia                | Total club    | Total club    | 13    | 0     | 0       | 0       | 3                | 0                | 0                     | 0                     | 16    | 0     |
| S. L. Benfica Portugal              | 1.ª           | 2023-24       | 1     | 0     | ―       | ―       | 0                | 0                | 0                     | 0                     | 1     | 0     |
| S. L. Benfica Portugal              | Total club    | Total club    | 1     | 0     | 0       | 0       | 3                | 0                | 0                     | 0                     | 4     | 0     |
| Total carrera                       | Total carrera | Total carrera | 93    | 0     | 22      | 0       | 14               | 0                | 9                     | 0                     | 138   | 0     |

## Palmarés

### Títulos nacionales
| Título                | Club          | País     | Año  |
| --------------------- | ------------- | -------- | ---- |
| Primeira Liga         | S. L. Benfica | Portugal | 2023 |
| Supercopa de Portugal | S. L. Benfica | Portugal | 2023 |